# Ras El Miaad
Ras El Miaad, anciennement Ouled Sassi, est une commune de la wilaya d'Ouled Djellal en Algérie.